# Perfume (Britney Spears)
Perfume è il secondo singolo estratto da Britney Jean,  ottavo album in studio della cantante statunitense Britney Spears. È stato scritto dalla stessa cantante, Sia e Chris Braide e prodotto da quest'ultimo insieme a will.i.am e Keith Harris. Si tratta di una delle rare ballata di Britney Spears ad essere estratte come singoli, a cui vengono preferiti in genere brani più dance ed elettronici. Un'altra eccezione recente è costituita dal midtempo dalle note folk "Criminal".
La Spears ha poi rivelato che la canzone parla della fine della sua relazione con Jason Trawick, nel 2013.

## Composizione
"Perfume" è una power ballad simile alle canzoni degli anni Ottanta. Britney Spears la definisce "incredibilmente speciale per me perché mi colpisce nel profondo, ma penso racconti una storia in cui tutti possono riflettersi. Tutti sono passati per un momento difficile di una relazione che li ha lasciati vulnerabile e penso che questa canzone catturi quell'attimo". Prodotta da will.i.am, Chris Braide e Keith Harris, la parte strumentale include note di pianoforte, archi e sintetizzatori. Braide era il responsabile della produzione vocale, e in un'intervista rivelò: "Mi risultò ovvio il perché [Britney Spears] sia ancora una delle migliori popstar della storia. Britney è inconfondibile, e iconica in modo del tutto naturale."
Nei testi della canzone vengono sviscerati i temi della gelosia e del sospetto di tradimento in una relazione amorosa. La critica musicale notò come la voce della Spears risulti sorprendentemente forte, e la paragonò a quella di Gwen Stefani. Riguardo al testo, Amy Sciarretto di Pop Crush scrisse: "è la canzone di Brit con più spessore nei testi da un bel po' di tempo. Sembra proprio qualcosa che ci si aspetterebbe di sentir cantato da Kelly Clarkson o da Carrie Underwood". Spears rivelò alla Associated Press che la canzone parlava della fine della sua relazione con Jason Trawick avvenuta nel gennaio 2013, e aggiunse: "Penso che servirà a far sentire alle ragazze in questo tipo di situazione che non sono le uniche. Quando sono sole in camera loro dopo aver chiuso con il loro ragazzo, ecco che hanno una canzone che possono ascoltare e che le possa far sentire meglio con loro stesse".
"Perfume" è scritta in chiave di Mi maggiore e ha con un tempo moderato piuttosto lento di 80 battiti per minuto. La canzone segue la sequenza La bemolle - Mi bemolle - Si bemolle - Fam7, e la voce di Britney va dalla nota bassa Sol3 alla nota alta Si bemolle4.

## Recensioni
La ballad ha ottenuto buone critiche da parte della stampa. Melinda Newman diHitFix scrisse che la voce della Spears era "più potente che mai" e la definì la sua "miglior canzone da tanti anni". Robbie Daw di Idolator ne apprezzò il testo, ma aggiunse che non avrebbe certo "riformulato i canoni radiofonici". Jason Lipshutz di Billboard scrisse che con questa canzone Britney poteva momentaneamente allontanarsi dalla sfacciata disinvoltura di ‘Work Bitch’ e dimostrarsi vulnerabile nell'esprimere le sue 'paranoie' nei confronti del suo amato", mentre Katie Atkinson di Entertainment Weekly scrisse che la canzone era "sul filone" di ballate precedenti della Spears quali "Don't Let Me Be the Last to Know" (2000) e "Everytime" (2003).

## Tracce
- Download digitale

1. Perfume – 4:00

## Classifiche
In Francia, Perfume ha venduto oltre 1 800 download digitali nella sua prima settimana dalla pubblicazione ed ha debuttato al 34ª posizione della classifica Syndicat national de l'édition phonographique. Mentre in Italia ha venduto circa 1 871 download digitali sempre durante la sua prima settimana, non riuscendo ad entrare però nella Top20 della FIMI.
Nel mondo il singolo ha venduto circa 400 000 copie.
| Classifica (2013)            | Posizione massima |
| ---------------------------- | ----------------- |
| Australia                    | 61                |
| Austria                      | 69                |
| Belgio (Fiandre)             | 11                |
| Belgio (Vallonia)            | 41                |
| Canada                       | 70                |
| Corea del Sud internazionale | 6                 |
| Francia                      | 34                |
| Germania                     | 78                |
| Irlanda                      | 36                |
| Italia                       | 22                |
| Paesi Bassi                  | 100               |
| Spagna                       | 13                |
| Stati Uniti                  | 76                |
| Svizzera                     | 74                |